# Präsidentschaftswahl in Somaliland 2010
Die Präsidentschaftswahlen in Somaliland 2010 waren ursprünglich bereits für 2008 geplant, fanden jedoch am 26. Juni 2010 statt. Damit wurde in Somaliland, das sich 1991 von Somalia für unabhängig erklärte und international nicht anerkannt ist, zum zweiten Mal seit den Wahlen von 2003 der Präsident in einer demokratischen Wahl bestimmt.
Wahlsieger wurde mit fast 50 % der Stimmen Ahmed Mohammed Mahamoud Silanyo von der oppositionellen Kulmiye-Partei, womit der amtierende Präsident Dahir Riyale Kahin (UDUB) abgewählt wurde.

## Vorbereitungen

### Streit um Wahltermine
Die Wahlen waren ursprünglich für Mai 2008 geplant. In diesem Monat lief die fünfjährige Amtszeit von Präsident Dahir Riyale Kahin, gemessen am Datum seines Amtseides vom 15. Mai 2003, aus. (Teile der Opposition betrachteten die Amtszeit bereits ab April 2008 für abgelaufen, da die letzte Präsidentschaftswahl am 14. April 2003 gewesen war.) Wegen Verzögerungen bei der Wählerregistrierung kamen jedoch alle drei Parteien – die Regierungspartei UDUB und die Oppositionsparteien Kulmiye und UCID – überein, die Präsidentschaftswahlen auf den 31. August 2008 und die eigentlich für Dezember 2007 geplanten Lokalwahlen auf Juni 2008 zu verschieben.
Im April 2008 bereitete der Präsident eine weitere Verschiebung der Wahltermine und eine Verlängerung seiner Amtszeit vor. Der Vorsitzende der Oppositionspartei Kulmiye warf ihm daraufhin vor, die Wahlen absichtlich hinauszuzögern. Am 9. April kam es im Parlamentsgebäude, wo der Ältestenrat über die umstrittene Vorlage beriet, zu einer Explosion. Die Regierung beschuldigte Anhänger von Kulmiye, einen Bombenanschlag verübt zu haben. Am folgenden Tag genehmigte der Ältestenrat die Ausweitung der Amtszeit um ein Jahr und die Verlegung der Lokalwahlen auf Oktober. Präsident Riyale hatte 2007 eine Verlängerung der Amtszeit des Ältestenrates um vier Jahre genehmigt.
Nach Verhandlungen kamen die Parteien im Juni 2008 überein, die Präsidentschaftswahlen vor den Lokalwahlen und spätestens am 6. April 2009 abzuhalten.
Erstmals wurde eine großangelegte Registrierung der Wähler angesetzt. Diese begann im Oktober 2008 in der Region Saaxil (Sahil) und bald darauf auch in Awdal. In der dortigen Regionshauptstadt Boorama kam es aus noch ungeklärten Gründen zu einem Zwischenfall, bei dem die Polizei in die Menge schoss und eine Person dabei tötete. Clan-Älteste aus der Region Sool, die zwischen Somaliland und der somalischen autonomen Region Puntland umstritten ist (siehe Grenzstreit zwischen Somaliland und Puntland), warnten die Behörden Somalilands, in dieser Region keine Wählerregistrierung zu beginnen.
Im März 2009 stimmte der Ältestenrat mit 42 zu 35 Stimmen einer weiteren Amtszeitverlängerung des Präsidenten bis Oktober 2009 zu. Die Nationale Wahlkommission legte den 29. September 2009 als Termin fest. Ende Juli kündigte Dahir Riyale Kahin an, dass die Wahlen aufgrund von Computerproblemen ohne Verwendung des Wählerregisters abgehalten würden. Daraufhin kam es zu Protesten und Demonstrationen der Opposition. Später wurde der Wahltermin auf unbestimmte Zeit verschoben. Im April 2010 wurde der Juni desselben Jahres genannt.

### Wahl
Die Präsidentschaftswahl wurde am 26. Juni 2010 abgehalten. Die islamistische Gruppierung al-Shabaab aus Somalia hatte im Vorfeld Drohungen veröffentlicht und Wahlen als „teuflisches Prinzip“ verurteilt. In der umstrittenen Region Sool tötete eine lokale Miliz, die sich gegen Somaliland richtet, eine Vertreterin der Wahlkommission. Zu Angriffen von al-Shabaab soll es hingegen nicht gekommen sein.
In Teilen der umstrittenen Gebiete wurde die Wahl nicht abgehalten.

### Ergebnisse
Ersten Ergebnissen zufolge gewann Ahmed Mohammed Mahamoud Silanyo von der bisherigen Oppositionspartei Kulmiye mit rund 50 bzw. 49,6 % der Stimmen die Wahl. Der amtierende Dahir Riyale Kahin von der UDUB erreichte 33 % und kündigte an, sein Versprechen zu halten, wonach er eine Niederlage akzeptieren würde. Faysal Ali Warabe von der UCID kam auf rund 17 %.